# Tegalmanggung
Tegalmanggung is een bestuurslaag in het regentschap Sumedang van de provincie West-Java, Indonesië. Tegalmanggung telt 5906 inwoners (volkstelling 2010).